# Miguel de Silveira

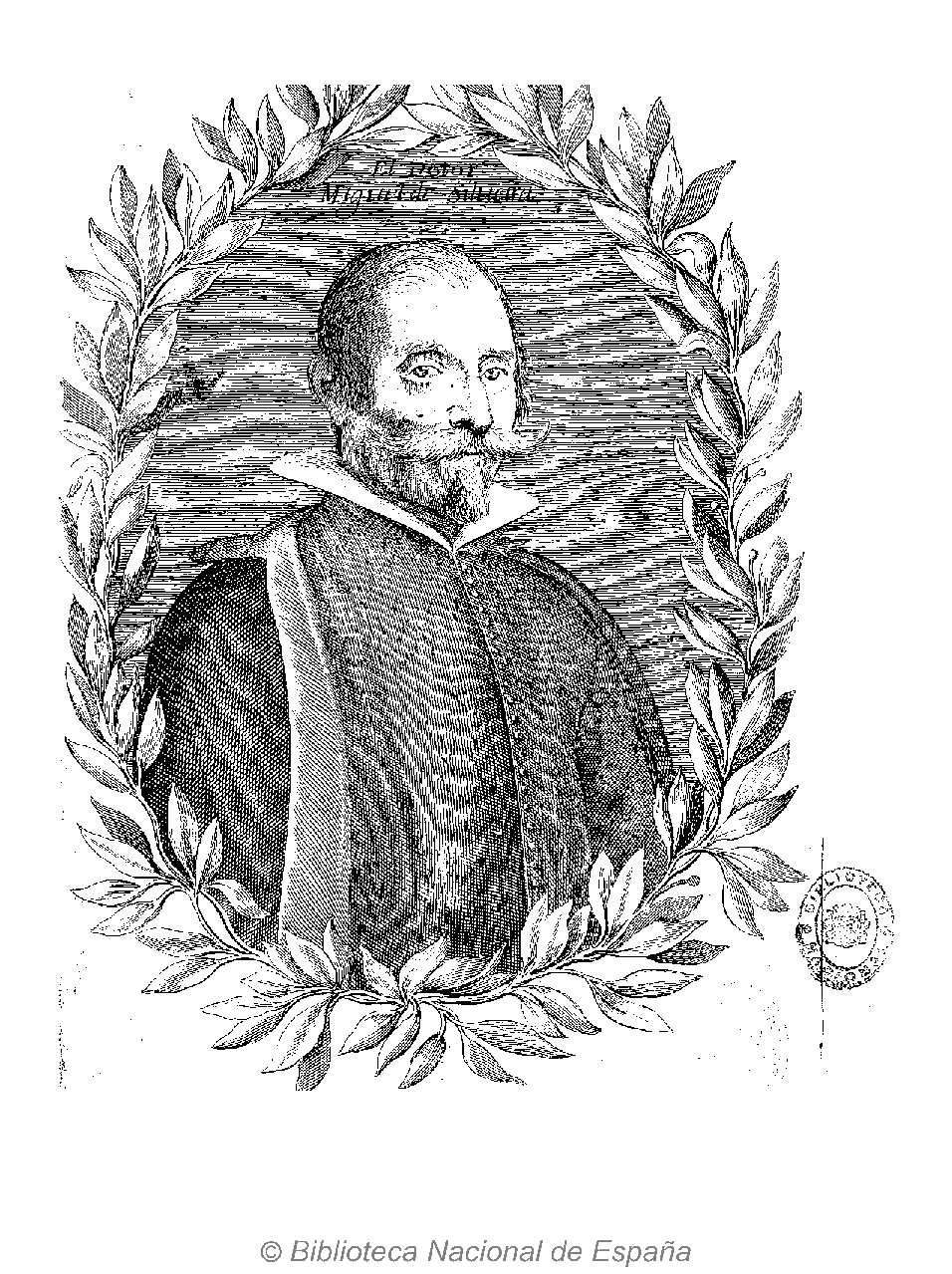
Retrato de Miguel de Silveira por Nicolas Perrey, ilustración de El Macabeo, Nápoles, por Egidio Longo, 1638. Biblioteca Nacional de España.

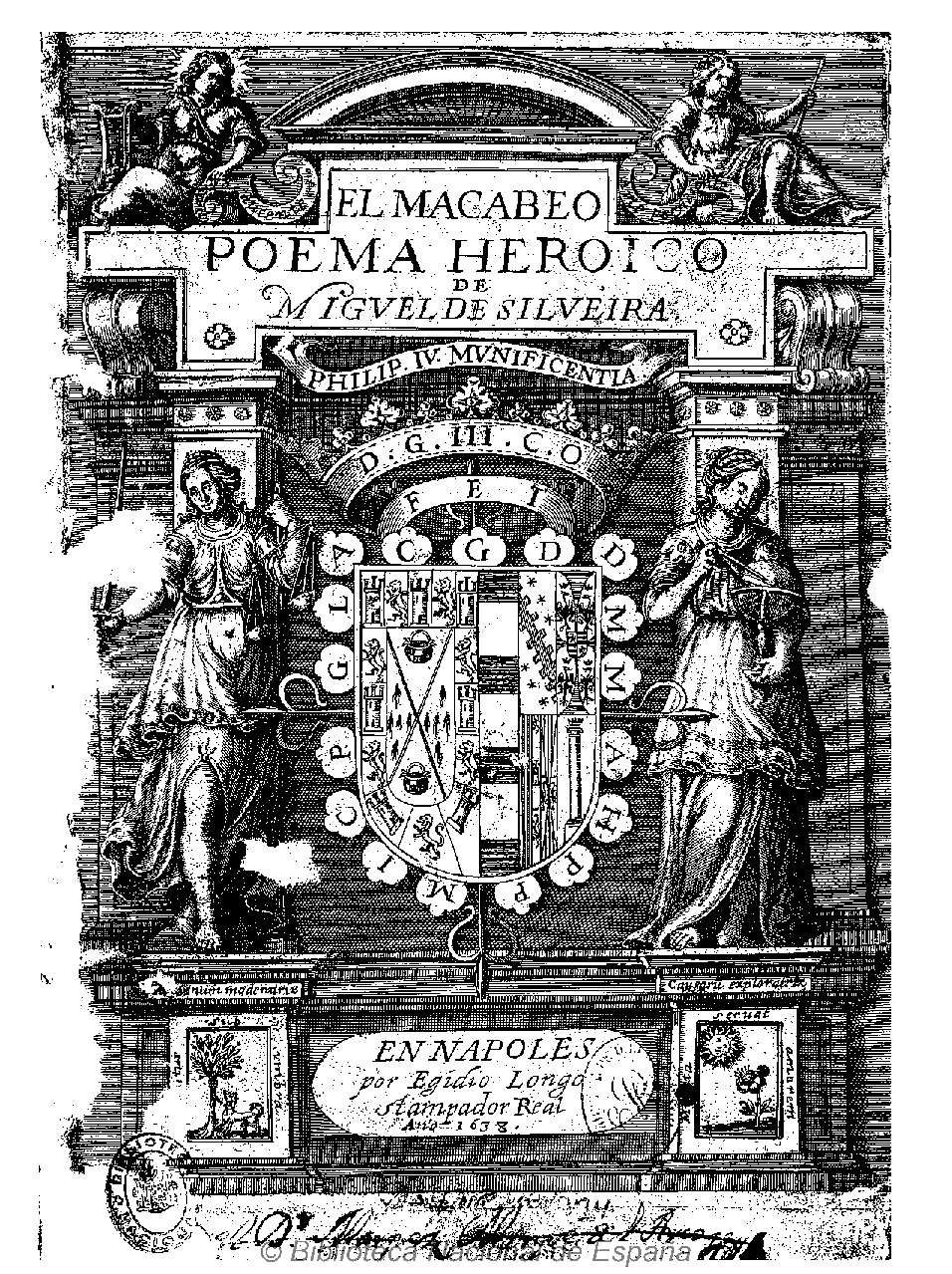
Portada calcográfica de El Macabeo. Poema heroico, Nápoles, por Egidio Longo, 1638.

Miguel de Silveira  (Celorico da Beira, Portugal, c. 1580-¿Nápoles?, 1644) fue un poeta criptojudío del siglo XVII, autor de poemas épicos en español, emparentado con su coterráneo, el también criptojudío e historiador Rodrigo Méndez Silva.
Estudió derecho en Coímbra entre 1599 y 1604 y los estudios le fueron convalidados en Salamanca, donde estudió además medicina y ciencias naturales; allí se licenció en 1608. En este año aparece su nombre como poeta en una antología. Vivió durante 20 años en Madrid, donde ejerció la medicina y recibió los hábitos de la Hermandad de Esclavos del Santísimo Sacramento en 1612, hermandad a la que también pertenecían Cervantes, Lope de Vega, Quevedo, Salas Barbadillo y otros famosos escritores e intelectuales. Miguel de Cervantes lo nombra en su Viaje de Parnaso (1614) y Lope de Vega en su Laurel de Apolo (1629), lo que indica que estaba muy integrado como escritor e intelectual en el Siglo de Oro. En Madrid se ganaba la vida como profesor de astronomía y ciencias y tuvo entre sus discípulos al duque de Medina de las Torres, Ramiro Núñez de Guzmán (fallecido en 1668), quien luego se lo llevaría a Nápoles al ser nombrado allí virrey. Silveira fue acusado en 1635 de "marrano" o criptojudío y fue torturado al menos dos veces por la Inquisición, sin llegar a ser condenado. En 1636 marchó a Nápoles para servir a su amigo el ya virrey Ramiro Núñez de Guzmán, y allí publicó los veinte cantos en octavas reales de su poema épico El Macabeo (Nápoles: Egidio Longo, 1638), que relata la historia del personaje bíblico Judas Macabeo y la restauración de Jerusalén, así como otras obras: El sol vencido (1639) y Vida de Elio Seyano (1639). También escribió una Partenope Ovante, obra perdida compuesta para celebrar la entrada del Conde-duque de Olivares en Nápoles, donde el poeta estuvo hasta 1644.
El Macabeo fue reimpreso en Madrid: F. Martínez Abad, 1731, y estudiado y editado modernamente (Lancaster: Labyrinthos, 2006) por Moshe Lazar. Sus Poesias fueron reunidas y editadas en Coímbra, 1906. Como poeta es fundamentalmente culterano.